# 近行定
近行定（きんぎょうじょう、巴: upacāra-samādhi ウパチャーラ・サマーディ）とは、仏教（上座部仏教）において、禅定（ジャーナ）に準じる集中状態のこと。定（サマーディ）の四段階のひとつである。
上座部仏教圏の指導者の中には、ヴィパッサナー瞑想を修するには近行定で十分だという者もいる。
通常の禅定の場合と同じく、各種の業処をその導入とする。中でも慈愛の瞑想やアーナーパーナ・サティがよく用いられる。